# Betancuria (gemeente)
Betancuria is een gemeente in de Spaanse provincie Las Palmas in de regio Canarische Eilanden met een oppervlakte van 104 km². Betancuria telt 714 inwoners (1 januari 2016). De gemeente ligt op het eiland Fuerteventura en wordt door de FV-30 ontsloten.
Betancuria werd vernoemd naar Jean de Béthencourt en is de voormalige hoofdstad van het eiland. De huidige hoofdstad is Puerto del Rosario. 

## Plaatsen in de gemeente
- Valles de Santa Inés (419 inw.)
- Vega de Río Palmas (205 inw.)
- Betancuria (215 inw.)

Antigua · Betancuria · La Oliva · Pájara · Puerto del Rosario · Tuineje